# Benowo (gromada)
Benowo – dawna gromada, czyli najmniejsza jednostka podziału terytorialnego Polskiej Rzeczypospolitej Ludowej w latach 1954–1972.
Gromady, z gromadzkimi radami narodowymi (GRN) jako organami władzy najniższego stopnia na wsi, funkcjonowały od reformy reorganizującej administrację wiejską przeprowadzonej jesienią 1954 do momentu ich zniesienia z dniem 1 stycznia 1973, tym samym wypierając organizację gminną w latach 1954–1972.
Gromadę Benowo z siedzibą GRN w Benowie utworzono – jako jedną z 8759 gromad na obszarze Polski – w powiecie sztumskim w woj. gdańskim na mocy uchwały nr 24/III/54 WRN w Gdańsku z dnia 5 października 1954. W skład jednostki wszedł obszar dotychczasowej gromady Biała Góra ze zniesionej gminy Gościszewo w powiecie sztumskim; obszar dotychczasowej gromady Piekło ze zniesionej gminy Mątowy Wielkie w powiecie malborskim w tymże województwie; oraz z powiatu kwidzyńskiego w tymże województwie: obszary dotychczasowych gromad Barcice, Benowo i Rudniki ze zniesionej gminy Ryjewo, miejscowość Jarzębina z dotychczasowej gromady Jarzębina ze zniesionej gminy Korzeniewo i grunty o powierzchni 452,32 ha położone między Wałem Nadwiślańskim a Wisłą z dotychczasowej gromady Małe Pólko ze zniesionej gminy Janowo (te ostatnie przeniesione 1 stycznia 1954 do powiatu kwidzyńskiego z powiatu tczewskiego). Dla gromady ustalono 21 członków gromadzkiej rady narodowej.
Gromada przetrwała do końca 1972 roku, czyli do kolejnej reformy gminnej.